# Première circonscription de la préfecture de Saga
La première circonscription de la préfecture de Saga (佐賀県第1区, Saga-ken dai-ikku) est l'une des deux circonscriptions législatives que compte la préfecture de Saga au Japon. Cette circonscription comptait 334 499 électeurs en date du 1er septembre 2021.

## Description géographique
La première circonscription de la préfecture de Saga regroupe les villes de Saga, Tosu et Kanzaki ainsi que les districts de Miyaki et Kanzaki.

## Députés
| Législature | Début de mandat | Fin de mandat | Député élu            |  | Parti politique |
| ----------- | --------------- | ------------- | --------------------- |  | --------------- |
| 41e         | 1996            | 2000          | Kazuhiro Haraguchi    |  | NFP             |
| 42e         | 2000            | 2003          | Takanori Sakai (ja)   |  | PLD             |
| 43e         | 2003            | 2005          | Kazuhiro Haraguchi    |  | PDJ             |
| 44e         | 2005            | 2009          | Takamaro Fukuoka (ja) |  | PLD             |
| 45e         | 2009            | 2012          | Kazuhiro Haraguchi    |  | PDJ             |
| 46e         | 2012            | 2014          | Kazuchika Iwata (ja)  |  | PLD             |
| 47e         | 2014            | 2017          | Kazuhiro Haraguchi    |  | PDJ             |
| 48e         | 2017            | 2021          | Kazuhiro Haraguchi    |  | SE              |
| 49e         | 2021            | -             | Kazuhiro Haraguchi    |  | PDC             |